# Zwillingsfels (Antarktika)
Der Zwillingsfels ist ein zweigipfliger Nunatak im Gebirge Orvinfjella im ostantarktischen Königin-Maud-Land.
Er ragt am westlichen Rand des Gletschers Sandeken zwischen Holtedahlfjella und Conradgebirge, nördlich der Kurzefjella, aus dem Eis.
Die österreichischen Bergsteiger Christoph Höbenreich, K. Pichler und P. Koller bestiegen den Berg am 24. November 2009 im Rahmen ihrer privat organisierten „1st Austrian Queen Maud Land Expedition 2009“.
Höbenreich schlug den Namen am 26. Februar 2010 dem Ständigen Ausschuss für geographische Namen (StAGN) der deutschsprachigen Staaten vor; dieser billigte den Vorschlag am 28. April 2010, worauf er am 1. Juni 2012 vom deutschen Nationalkomitee für das Scientific Committee on Antarctic Research (SCAR) und für das International Arctic Science Committee (ISAC) genehmigt und ans SCAR gemeldet wurde (Österreich ist erst seit 2016 assoziiertes Mitglied des SCAR).